# الزبير محمد علي
الزبير محمد علي مهندس وباحث سوداني وداعية وخطيب مسجد. يشغل حالياً منصب الأمين العام لمركز أبحاث الرعاية والتحصين الفكري بمجمع الفقه الإسلامي بالسودان بتعيين من رئيس الوزراء الانتقالي د عبد الله حمدوك. مهتم بالدراسات الفكرية وله أدوار في ترسيخ الوسطية والاعتدال ومحاربة خطاب الكراهية وقيادة مبادرات الصلح الاجتماعي بين المكونات الأهلية. مقرر اللجنة العليا لمؤتمر مراجعات الخطاب الإسلامي وإدارة التنوع 2019م، ورئيس اللجنة العليا لمؤتمر الإسلام والتجديد بين الأصل والعصر 2020م. 
له مشاركات بحثية في مؤتمرات محلية ودولية في الأردن ولبنان ومصر وليبيا ويوغندا، وكتاب بعنوان ظاهرة العنف في الجامعات السودانية.
1. ↑  "من أين استقى المهدي السوداني أفكاره وهل كان شيعيًا؟ الباحث الزبير محمد علي يكشف التفاصيل". العربية. 17 مايو 2025. اطلع عليه بتاريخ 2025-08-19.
2. ↑  "الزبير محمد علي في خطبة الجمعة: مقاصد الحج وفضل العشر من ذي الحجة". اطلع عليه بتاريخ 2025-08-19.
3. ↑  "مدير مركز التحصين الفكرى بالسودان يشيد بدور وزارة الأوقاف فى المجال الدعوى". مصر اليوم. 3 فبراير 2021. اطلع عليه بتاريخ 2025-08-19.
4. ↑  التحرير، فريق (19 مارس 2020). "تعيين أمين لمركز أبحاث الرعاية والتحصين الفكري بمجمع الفقه الإسلامي". المشهد السوداني. اطلع عليه بتاريخ 2025-08-19.
5. ↑  "المحاضرة التي ألقاها الزبير محمد علي في منتدى يثرب الفكري". صحيفة الراكوبة. 0001-11-30. اطلع عليه بتاريخ 2025-08-19. {{استشهاد ويب}}: تحقق من التاريخ في: |تاريخ= (مساعدة)
6. ↑  "في إطار ترسيخ منهج الوسطية والإعتدال.. وفد مركز التحصين الفكري بوزارة الشؤون الدينية والأوقاف يزور منطقة "أبوقوتة" - عزة برس". 27 مارس 2021. اطلع عليه بتاريخ 2025-08-19.
7. ↑  "التكفير في السودان إلى أين؟ا". صحيفة الراكوبة. 0001-11-30. اطلع عليه بتاريخ 2025-08-19. {{استشهاد ويب}}: تحقق من التاريخ في: |تاريخ= (مساعدة)
8. ↑  "خطاب الكراهية في وسائل التواصل الاجتماعي بقلم: الزبير محمد علي - عزة برس". 27 أغسطس 2023. اطلع عليه بتاريخ 2025-08-19.
9. ↑  "مولانا الزبير محمد علي يكتب: من دروس الحرب - الحاكم نيوز". 12 أغسطس 2023. اطلع عليه بتاريخ 2025-08-19.
10. ↑  "المؤتمر الدولي حول الإسلام و التجديد يناقش 26 ورقة علمية - الحاكم نيوز". 24 أكتوبر 2020. اطلع عليه بتاريخ 2025-08-19.
11. ↑  "ضـرورة النهضـة العربية وشـروطها". صحيفة الراكوبة. 0001-11-30. اطلع عليه بتاريخ 2025-08-19. {{استشهاد ويب}}: تحقق من التاريخ في: |تاريخ= (مساعدة)
12. ↑  نور, مكتبة. "book the phenomenon of violence in sudanese universities". www.noor-book.com (بالإنجليزية). Retrieved 2025-08-19.